# Marc Blucas
Marcus Paul „Marc” Blucas (ur. 11 stycznia 1972 w Butler) – amerykański aktor filmowy i telewizyjny pochodzenia polsko-słowackiego ze strony ojca i angielsko-szkockiego ze strony matki. Występował w roli agenta Rileya Finna w serialu Buffy: Postrach wampirów (1999–2002).

## Życiorys

### Wczesne lata
Jego rodzice, Walter Joseph Blucas i Mary Catherine (z domu Gordon), pobrali się 10 stycznia 1970 roku, krótko przed ukończeniem edukacji z Indiana University of Pennsylvania (IUP). Jednak doszło do rozwodu. Marcus Paul „Marc” Blucas urodził się w Butler w stanie Pensylwania. Miał starszą siostrę Kristen (ur. 1970). Blucas, podobnie jak jego ojciec,  był utalentowanym sportowcem. W 1974 jego rodzina przeniosła się do Girard w Erie w Pensylwanii, gdzie jego ciec został nauczycielem, a potem dyrektorem szkoły i ostatecznie kuratorem szkół powiatu. 
Blucas stał się gwiazdą drużyny koszykówki Girard High School (1990) w Girard w Ohio, zdobywając mistrzostwa Pennsylvania Boys AA State Championship i stypendium sportowe Wake Forest University (1994) w Winston-Salem. Na uniwersytecie dołączył do drużyny Wake Forest Demon Deacons i po jednym sezonie gry na tym samym korcie, co Tim Duncan. Był także członkiem bractwa Sigma Phi Epsilon. Następnie Blucas przeniósł się do Anglii, gdzie grał w koszykówkę z Manchester Giants British Basketball League. Później postanowił zostać prawnikiem, ale zmienił zdanie.

### Kariera
Pierwszą telewizyjną rolą była postać Evansa w telewizyjnym dramacie kryminalnym CBS Inflammable (1995) z Marg Helgenberger i Krisem Kristoffersonem. W komediodramacie Miasteczko Pleasantville (Pleasantville, 1998) był bohaterem koszykówki. W 1999 przyjął propozycję roli agenta Rileya Finna w serialu Buffy: Postrach wampirów (Buffy the Vampire Slayer). Początkowo Blucas był pewien, że zawalił przesłuchanie i przeprosił za zmarnowany czas twórcę serialu Jossa Whedona. Whedon poprosił go o przesłuchanie ponownie i otrzymał tę rolę dwa tygodnie później. Grał w serialu do roku 2000.
Grał pierwszoplanową rolę w filmie Córka prezydenta (2004), jako James Lansome. W dreszczowcu Termin (2009) wcielił się w postać niezrównoważonego Davida Woodsa.

## Życie prywatne
25 lipca 2009, Blucas ożenił się z dziennikarką Ryan Haddon, córką Dayle Haddon i jest ojczymem dzieci ze związku z Christianem Slaterem.

## Filmografia

### filmy fabularne
- 1998: Miasteczko Pleasantville jako bohater koszykówki
- 1999: Życie seksualne Ziemian jako były przyjaciel kobiety
- 1999: Dom na Przeklętym Wzgórzu jako aktor filmowy
- 2001: Jay i Cichy Bob kontratakują jako chłopak
- 2001: Letnia przygoda jako Miles Dalrymple
- 2002: Byliśmy żołnierzami jako drugi porucznik Henry Herrick
- 2002: Miasto słońca jako Scotty Duval
- 2002: Oni jako Paul
- 2003: Przegrane życie jako Animal
- 2003: Szkoła stewardes jako Tommy Boulay
- 2004: Córka prezydenta jako James Lamson
- 2006: Thr3e jako Kevin Parson
- 2007: Rozważni i romantyczni – Klub miłośników Jane Austen jako Dean Drummond
- 2008: Mów mi Dave jako Mark Rhodes
- 2009: Termin jako David
- 2009: Matka i dziecko jako Steven
- 2010: Wybuchowa para jako Rodney
- 2011: Czerwony stan jako ATF Sniper

### seriale TV
- 1999: Słodkie zmartwienia jako Doug Sampson
- 1999–2000, 2002: Buffy: Postrach wampirów jako Riley Finn
- 2007: Dr House jako John Kelley
- 2008: Jedenasta godzina jako detektyw McNeil
- 2009: Magia kłamstwa jako Jack Rader
- 2009: Castle jako Jeremy Preswick
- 2010: Prawo i porządek: Los Angeles jako Chip Jarrow
- 2011: Zemsta jako David Clarke
- 2011: Anatomia prawdy jako dr Mark Chandler
- 2011–2013: Nie ma lekko jako Matthew Donnally
- 2013: Zaprzysiężeni jako Russell Burke
- 2014: Killer Women jako Dan Winston
- 2014: Stalker jako Mark Richards
- 2015: Limitless jako Nick Tanner
- 2016: Underground jako John Hawke